# Жарка
Жарка — річка в Україні, у межах Брусилівського району Житомирської області та Фастівського району Київської області, ліва притока Ірпеня (басейн Дніпра).
Довжина 15 км. Річище пряме. Річкова долина у верхній течії подекуди має ширину до 2 км, на решті протяжності — до 500 м.
Бере початок північніше с. Дивин, утворюючись шляхом злиття 2 невеликих струмків. Далі протікає селами Дивин та Великі Гуляки і впадає у Ірпінь у селі Дідівщина. У Дивині, Великих Гуляках та Дідівщині на річці влаштовано ставки (разом їх 5).